# Tamasp II
Tamasp II, född omkring 1704, död 1740, regerade i Persien åren 1722 - 1732, tillhörde den Safavidiska dynastin.